# Peru vid världsmästerskapen i friidrott 2022
Peru tävlade vid världsmästerskapen i friidrott 2022 i Eugene i USA mellan den 15 och 24 juli 2022. Peru hade en trupp på åtta idrottare, varav tre herrar och fem damer.

## Medaljörer
| Medalj | Idrottare       | Gren                       | Datum   |
| ------ | --------------- | -------------------------- | ------- |
| Guld   | Kimberly García | Damernas 20 kilometer gång | 15 juli |
| Guld   | Kimberly García | Damernas 35 kilometer gång | 22 juli |

## Resultat

### Herrar
Gång- och löpgrenar
| Idrottare         | Gren              | Final        | Final     |
| Idrottare         | Gren              | Resultat     | Placering |
| ----------------- | ----------------- | ------------ | --------- |
| Luis Henry Campos | 20 kilometer gång | 1:34.02      | 41        |
| Luis Henry Campos | 35 kilometer gång | 0DNF0        | 0DNF0     |
| César Rodríguez   | 20 kilometer gång | 1:20.59      | 10        |
| César Rodríguez   | 35 kilometer gång | 2:29.24 0NR0 | 16        |

Teknikgrenar
| Idrottare         | Gren      | Kval    | Kval      | Final            | Final            |
| Idrottare         | Gren      | Distans | Placering | Distans          | Placering        |
| ----------------- | --------- | ------- | --------- | ---------------- | ---------------- |
| José Luis Mandros | Längdhopp | 7,71 m  | 25        | Gick inte vidare | Gick inte vidare |

### Damer
Gång- och löpgrenar
| Idrottare         | Gren              | Final              | Final     |
| Idrottare         | Gren              | Resultat           | Placering |
| ----------------- | ----------------- | ------------------ | --------- |
| Kimberly García   | 20 kilometer gång | 1:26.58 0NR0       | 1         |
| Kimberly García   | 35 kilometer gång | 2:39.16 0MR0, 0AR0 | 1         |
| Evelyn Inga       | 20 kilometer gång | 1:38.23 0SB0       | 31        |
| Evelyn Inga       | 35 kilometer gång | 2:56.04            | 18        |
| Aydee Huaman      | Maraton           | 3:04.16 0SB0       | 32        |
| Jovana de la Cruz | Maraton           | 0DNS0              | 0DNS0     |
| Soledad Torre     | Maraton           | 0DNS0              | 0DNS0     |